# Факты с аргументами
«Фа́кты с аргуме́нтами» — липецкая областная общественно-политическая газета. Выходит еженедельно.
Была основана в феврале 1998 года как «Еле́цкая газе́та» (редакция расположена в Ельце). 1 января 2003 года её переименовали в «Факты с аргументами» по причине того, что она пишет не только о Елецком районе.
Формат — А2 (четыре полосы). Тираж — 1666 экз.. 
Газета отличается острыми материалами. Один из них — «Оборотень» (вышел 22 ноября 2007 года) — послужил поводом для обращения в суд. В 2009 году Елецкий городской суд признал виновным Н. Е. Соколова «в публичном оскорблении представителя власти в связи с исполнением им своих должностных обязанностей, а также в распространении в средствах массовой информации заведомо ложных сведений, порочащих его честь и достоинство» . В Липецком следственном управлении пояснили, что журналист в этом материале жестко раскритиковал хозяйственную деятельность мэра Ельца В. А. Соковых, фактически обвинив его в коррупции. «Хищения из бюджета не проходили мимо карманов семейства Соковых»; «Я считаю, что он [Соковых] не просто нечестный человек, я бы отнес его к категории жуликов и подлецов», — содержалось в публикации.
В газете периодически выходят резкие негативные материалы о деятельности руководства региона, в том числе главы администрации О. П. Королева и его близких. Критика газеты неоднократно приводила к конфликтам с местными властями .